# Josh Wolff
Josh Wolff, właśc. Joshua David Wolff (ur. 25 lutego 1977 w Stone Mountain) – amerykański piłkarz występujący na pozycji napastnik oraz trener.